# CSI - Scena del crimine
CSI - Scena del crimine (CSI: Crime Scene Investigation) è una serie televisiva statunitense trasmessa dal 2000 al 2015 sulla CBS.
Le vicende della serie ruotano attorno alle indagini della squadra del turno di notte della polizia scientifica di Las Vegas. La ricerca delle prove per collegare crimini e loro esecutori è il principale scopo della squadra, che si avvale di tutti i mezzi offerti dalla tecnologia, dalla scienza e dalla razionalità dei singoli componenti.
Visto il successo della serie, sono stati creati quattro spin-off: CSI: Miami (2002-2012), CSI: NY (2004-2013), CSI: Cyber (2015-2016) e CSI: Vegas (2021-2024).
La serie è andata in onda in prima visione assoluta negli Stati Uniti sulla CBS dal 6 ottobre 2000. Il 13 maggio 2015, al termine della quindicesima stagione, la CBS annunciò il termine della serie, ultimata con un doppio episodio, CSI: Immortality, trasmesso il 27 settembre 2015, in cui ritornano tre attori del cast originario della serie, William Petersen (Gil Grissom), Marg Helgenberger (Catherine Willows) e Paul Guilfoyle (Jim Brass). Lo stesso giorno viene annunciato che Ted Danson entrerà a far parte del cast di CSI: Cyber nella seconda stagione, riprendendo quindi il suo ruolo di D. B. Russell. A marzo del 2021 viene annunciato un revival dal titolo CSI: Vegas, con il ritorno di parte del cast originale.
In Italia debutta in prima visione satellitare il 13 settembre 2001 (prima su TELE+, poi sul canale Fox Life di Sky e infine su Fox Crime, altro canale della piattaforma); successivamente va in onda in chiaro dal 13 settembre 2002 al 30 gennaio 2017 da Italia 1.

## Trama
A Las Vegas, una squadra di investigatori forensi è addestrata per risolvere i crimini esaminando le prove. Perlustra la scena, raccoglie le prove e trova i pezzi mancanti che risolveranno il mistero. La squadra è in origine guidata dal supervisore Gil Grissom, un esperto entomologo, e dalla collega assistente supervisore Catherine Willows, madre single molto devota al suo lavoro. I membri del team lavorano a stretto contatto con il capitano Jim Brass, un detective esperto, e con il dottor Albert Robbins, il medico legale, e il suo assistente David Phillips. In sostituzione di Grissom arriva Raymond Langston e successivamente D. B. Russell, che precedentemente ha lavorato come agente della scientifica a Seattle. Catherine, dopo essere stata retrocessa, rassegna le sue dimissioni e sarà sostituita dall'ex collega di Russell Julie Finlay, esperta ed anche affascinata dal sangue.

## Episodi
| Stagione                 | Episodi | Prima TV originale | Prima TV Italia |
| ------------------------ | ------- | ------------------ | --------------- |
| Prima stagione           | 23      | 2000-2001          | 2001-2002       |
| Seconda stagione         | 23      | 2001-2002          | 2002            |
| Terza stagione           | 23      | 2002-2003          | 2003            |
| Quarta stagione          | 23      | 2003-2004          | 2004            |
| Quinta stagione          | 25      | 2004-2005          | 2005            |
| Sesta stagione           | 24      | 2005-2006          | 2006            |
| Settima stagione         | 24      | 2006-2007          | 2007            |
| Ottava stagione          | 17      | 2007-2008          | 2008            |
| Nona stagione            | 24      | 2008-2009          | 2009            |
| Decima stagione          | 23      | 2009-2010          | 2010            |
| Undicesima stagione      | 22      | 2010-2011          | 2011            |
| Dodicesima stagione      | 22      | 2011-2012          | 2012            |
| Tredicesima stagione     | 22      | 2012-2013          | 2013            |
| Quattordicesima stagione | 22      | 2013-2014          | 2014            |
| Quindicesima stagione    | 18      | 2014-2015          | 2015            |

## Produzione

### Ideazione e sviluppo

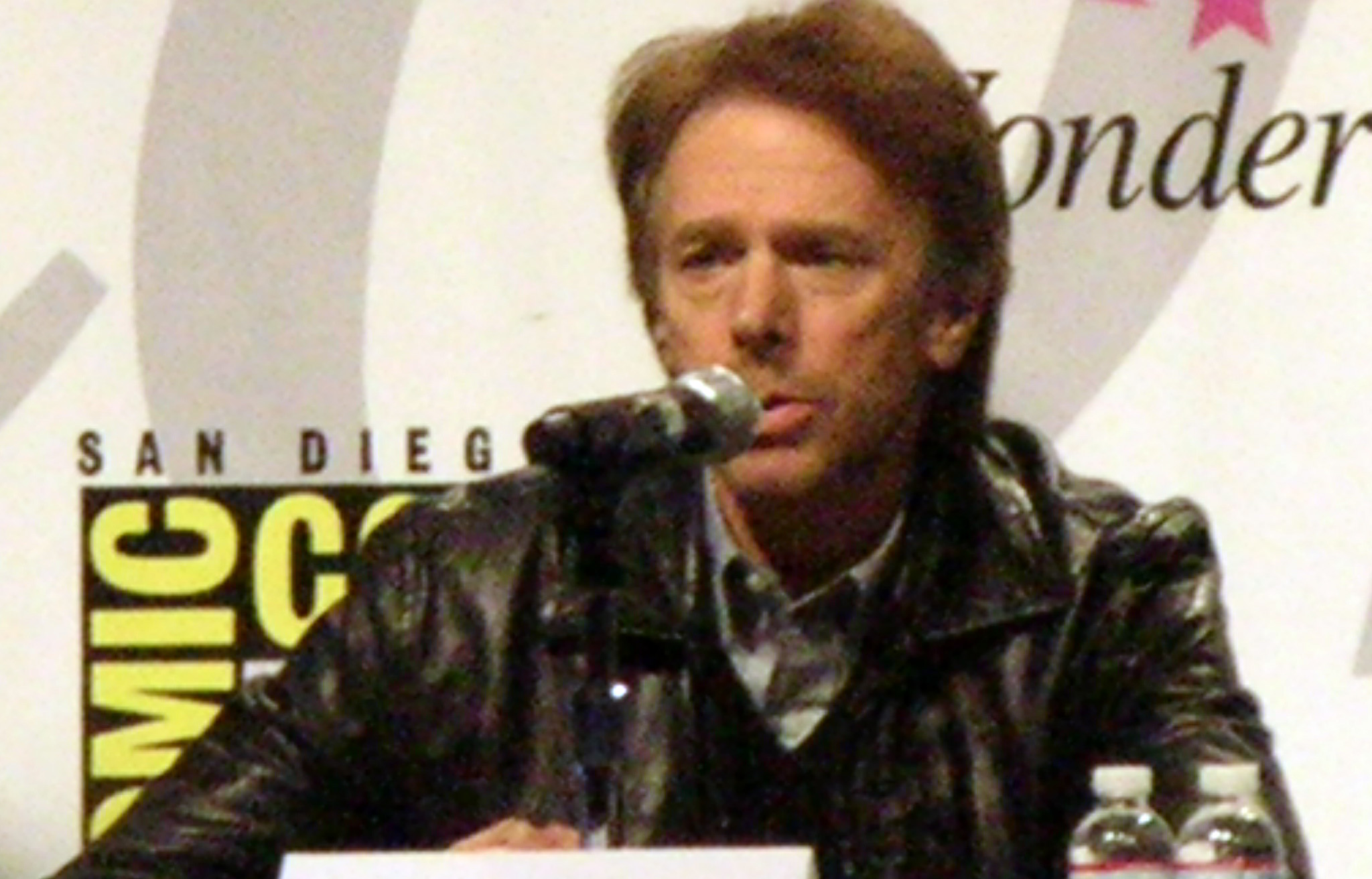
Jerry Bruckheimer, produttore esecutivo della serie

Negli anni novanta, Anthony Zuiker ha catturato l'attenzione del produttore Jerry Bruckheimer dopo aver scritto la sua prima sceneggiatura cinematografica ed era convinto che tale progetto dovesse diventare una serie.
Bruckheimer ha accettato e ha organizzato un incontro con il capo della Touchstone Pictures. I dirigenti della Touchstone furono entusiasti della sceneggiature e lo proposero ai maggiori network americani, come ABC, NBC e Fox, ma nessuno di loro era interessato. Il capo dello sviluppo della CBS ha visto del potenziale nello script, che decise di acquistare la serie e di proporre all'attore William Petersen, il ruolo del protagonista, che accettò. Ai dirigenti della rete è piaciuto il pilota così tanto che hanno deciso di includerlo nel loro palinsesto immediatamente, in onda il venerdì dopo Il fuggitivo.

### Riprese
CSI è stato inizialmente girato a Rye Canyon, un campus aziendale di proprietà della Lockheed Martin, ma dopo l'undicesimo episodio, le riprese si sono spostate negli studi di Santa Clarita, California, già famosa per fare da location ad altre serie famose come The Unit e Power Rangers. Santa Clarita è stato originariamente scelto per la sua somiglianza alla periferia di Las Vegas.
A Las Vegas si svolgono le riprese di seconda unità, come ad esempio le strade della città. Di tanto in tanto, quando richiesto, il cast si trova a Las Vegas per girare alcune scene in ambienti esterni. Alcuni luoghi californiani in cui si sono svolte le riprese includono il Verdugo Hills High School, UCLA Royce Hall, il Pasadena City Hall e la California State University. Nei contenuti speciali dei DVD della quarta stagione, viene rivelato che l'episodio succhiatori di sangue è stato girato principalmente a Las Vegas nel mese di dicembre 2003, mentre nel gennaio 2004, alcune scene sono state girate al Caesars Palace.
Il doppio episodio finale della quinta stagione, Sepolto vivo, è stato diretto da Quentin Tarantino.

### Successo nel mondo
La serie, trasmessa in oltre duecento paesi, ha raggiunto cifre altissime di audience in molti paesi. In Italia, sugli schermi di Italia 1, ha raggiunto 4,951 milioni di telespettatori, il 27 febbraio 2004. In Spagna, su Telecinco, ha raggiunto 6,191 milioni di telespettatori il 12 marzo 2007, divenendo la serie straniera più vista di sempre sul territorio iberico, mentre in Francia su TF1, trasmessa col nome Les Experts ha raggiunto 9,522 milioni di telespettatori il 21 marzo 2007, divenendo una delle serie più viste sul territorio francese. In Germania, su RTL, raggiunge 6,440 milioni di telespettatori nell'episodio che conclude la trilogia, il 23 novembre 2010, divenendo una delle serie più viste anche sul territorio tedesco. Negli Stati Uniti ha raggiunto 31,5 milioni di telespettatori, mentre in Canada ne ha raggiunti 4,073 nel 2006. 
La serie, inoltre, ha venduto oltre 8 milioni di DVD in Francia.

## Colonna sonora

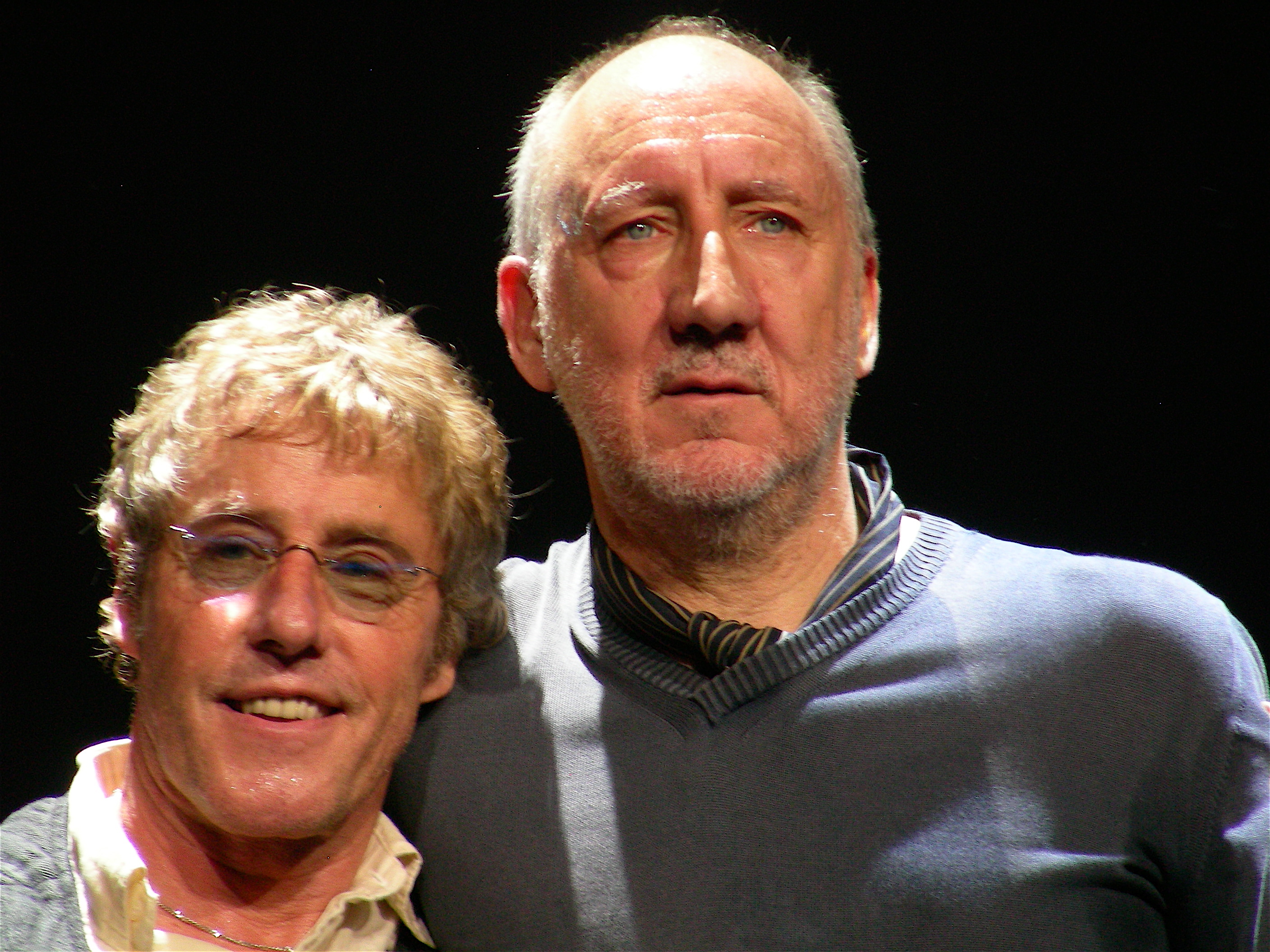
Roger Daltrey e Pete Townshend, cantante e chitarrista degli Who.

Fin dall'episodio Contro ogni evidenza (Who Are You in lingua originale), la canzone tema di CSI - Scena del crimine è stata Who Are You, scritta da Pete Townshend con la voce del cantante Roger Daltrey del gruppo rock The Who. Daltrey ha fatto un'apparizione speciale nell'episodio della settima stagione, Leggenda vivente, che conteneva anche numerosi riferimenti musicali, con le parole Who Are You. In alcuni paesi, per evitare costi relativi ai diritti d'autore è stato creato un tema originale.
Durante la serie la musica gioca un ruolo importante; artisti come The Wallflowers, John Mayer ed Akon si sono esibiti sullo schermo negli episodi The Accused Is Entitled, Costruito per uccidere parte 1 e Snitch. Everybody out of the Water dei The Wallflowers si può trovare sul CD colonna sonora della serie. Mogwai è spesso sentito durante le scene che mostrano l'analisi delle prove in corso, così come pezzi dei Radiohead e Cocteau Twins, ma molti altri artisti hanno prestato la loro musica alla serie compresi i Rammstein e Linkin Park usati massicciamente negli episodi in cui compare la dominatrice sessuale Lady Heather. Sigur Rós può essere ascoltato in sottofondo nell'episodio Schiavi di Las Vegas, The Turtles in Grave Danger, e Marilyn Manson nel già citato Succhiatori di sangue. Una cover di Mad World canzone dei Tears for Fears, riarrangiata da Michael Andrews ed eseguita da Gary Jules, è stata usata nell'episodio pilota e durante tre episodi della sesta stagione (Room Service, Killer e Way to Go). Alcuni pezzi della rock band Nine Inch Nails sono stati utilizzati più volte durante le prime tre serie. Un episodio è iniziato con Sweet Jane dei Velvet Underground e si è concluso con Cowboy Junkies.

## Personaggi e interpreti
- Gilbert "Gil" Grissom (stagioni 1-9; guest 11, 13, 16), interpretato da William L. Petersen, doppiato da Francesco Pannofino.
- Catherine Willows (stagioni 1-12; guest 14, 16) interpretata da Marg Helgenberger, doppiata da Micaela Esdra.
- Warrick Brown (stagioni 1-9), interpretato da Gary Dourdan[10], doppiato da Simone Mori.
- Nick Stokes (stagioni 1-15), interpretato da George Eads[11], doppiato da Massimo De Ambrosis.
- Sara Sidle (stagioni 1-16; guest 9; ricorrente 10), interpretata da Jorja Fox, doppiata da Tiziana Avarista.
- Capitano James "Jim" Brass (stagioni 1-14; guest 16), interpretato da Paul Guilfoyle, doppiato da Angelo Nicotra.
- Greg Sanders (stagioni 3-16; ricorrente 1-2), interpretato da Eric Szmanda, doppiato da David Chevalier.
- Albert Robbins (stagioni 3-16; ricorrente 1-2), interpretato da Robert David Hall, doppiato da Sandro Sardone (st. 1-8), Renato Mori (st. 9-10) e Bruno Alessandro (st. 11-16).
- Sofia Curtis (stagione 7; ricorrente 5-6; guest 8 e 11), interpretata da Louise Lombard, doppiata da Roberta Greganti.
- David Hodges (stagioni 8-16; ricorrente 3-7), interpretato da Wallace Langham, doppiato da Roberto Chevalier.
- Riley Adams (stagione 9), interpretata da Lauren Lee Smith e doppiata da Eleonora De Angelis.
- Raymond "Ray" Langston (stagioni 9-11), interpretato da Laurence Fishburne[12], doppiato da Massimo Corvo.
- David Phillips (stagioni 10-16; ricorrente 1-9), interpretato da David Berman, doppiato da Fabrizio Manfredi (ep. 5-296) e da Luca Mannocci (ep. 297-337).
- Wendy Simms (stagione 10; ricorrente 6-9; guest 11), interpretata da Liz Vassey, doppiata da Claudia Razzi (ep. 123-149) e da Giò Giò Rapattoni (ep. 155-231).
- Morgan Brody (stagioni 12-16; guest 11), interpretata da Elisabeth Harnois, doppiata da Chiara Gioncardi.
- Diebenkorn "D. B." Russell (stagioni 12-16), interpretato da Ted Danson, doppiato da Mario Cordova.
- Julie "Finn" Finlay (stagioni 12-15), interpretata da Elizabeth Shue, doppiata da Francesca Fiorentini.
- Henry Andrews (stagioni 13-16; ricorrente 5-12), interpretato da Jon Wellner[13], doppiato da Fabrizio Picconi.

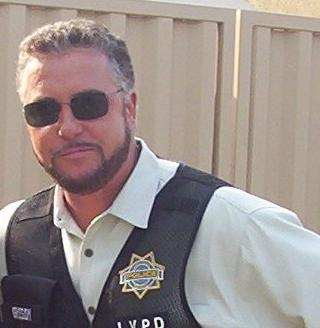
William Petersen interpreta Gil Grissom
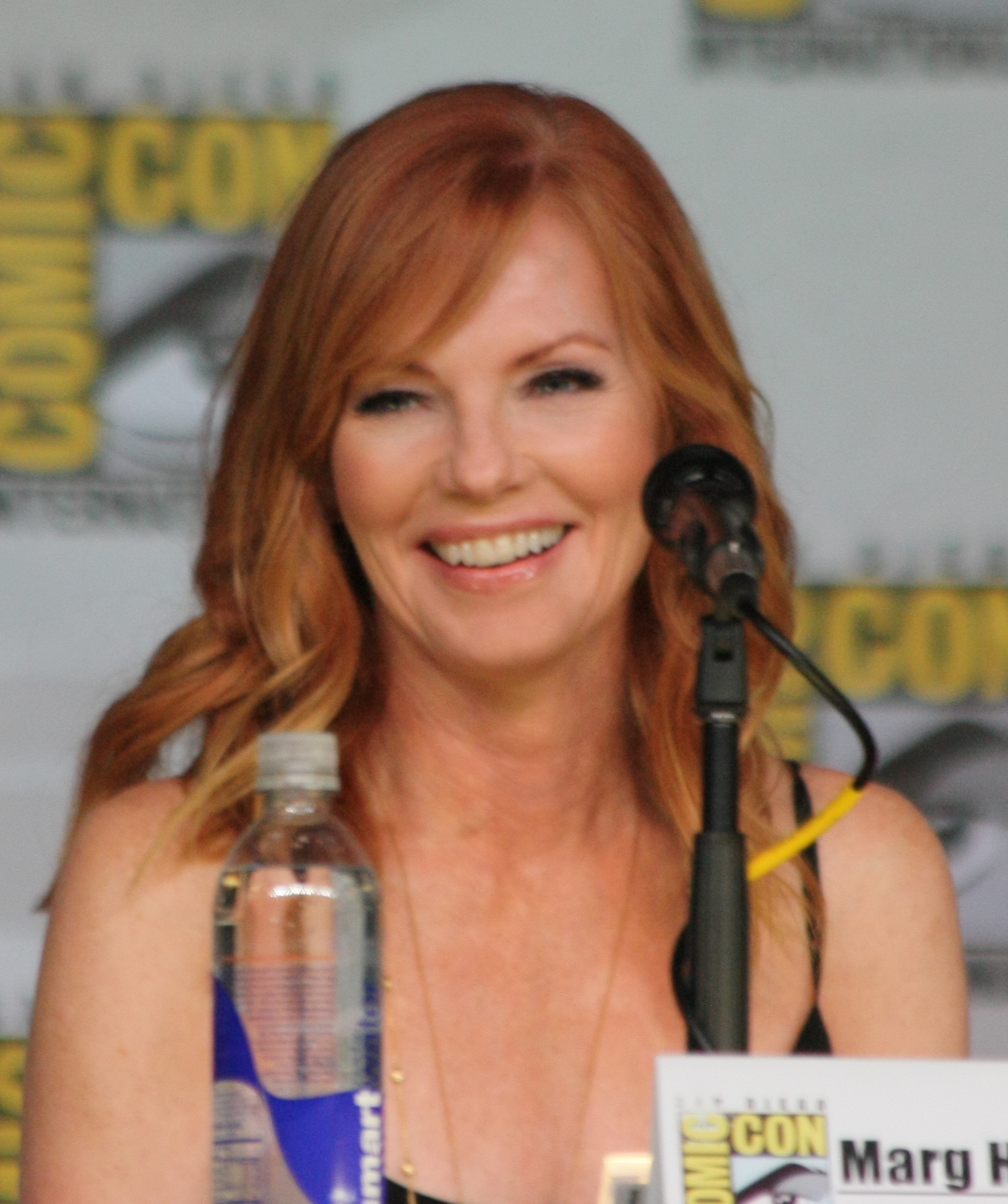
Marg Helgenberger interpreta Catherine Willows
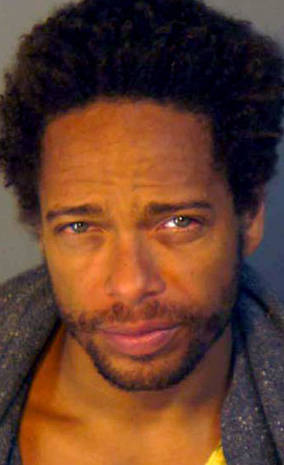
Gary Dourdan interpreta Warrick Brown
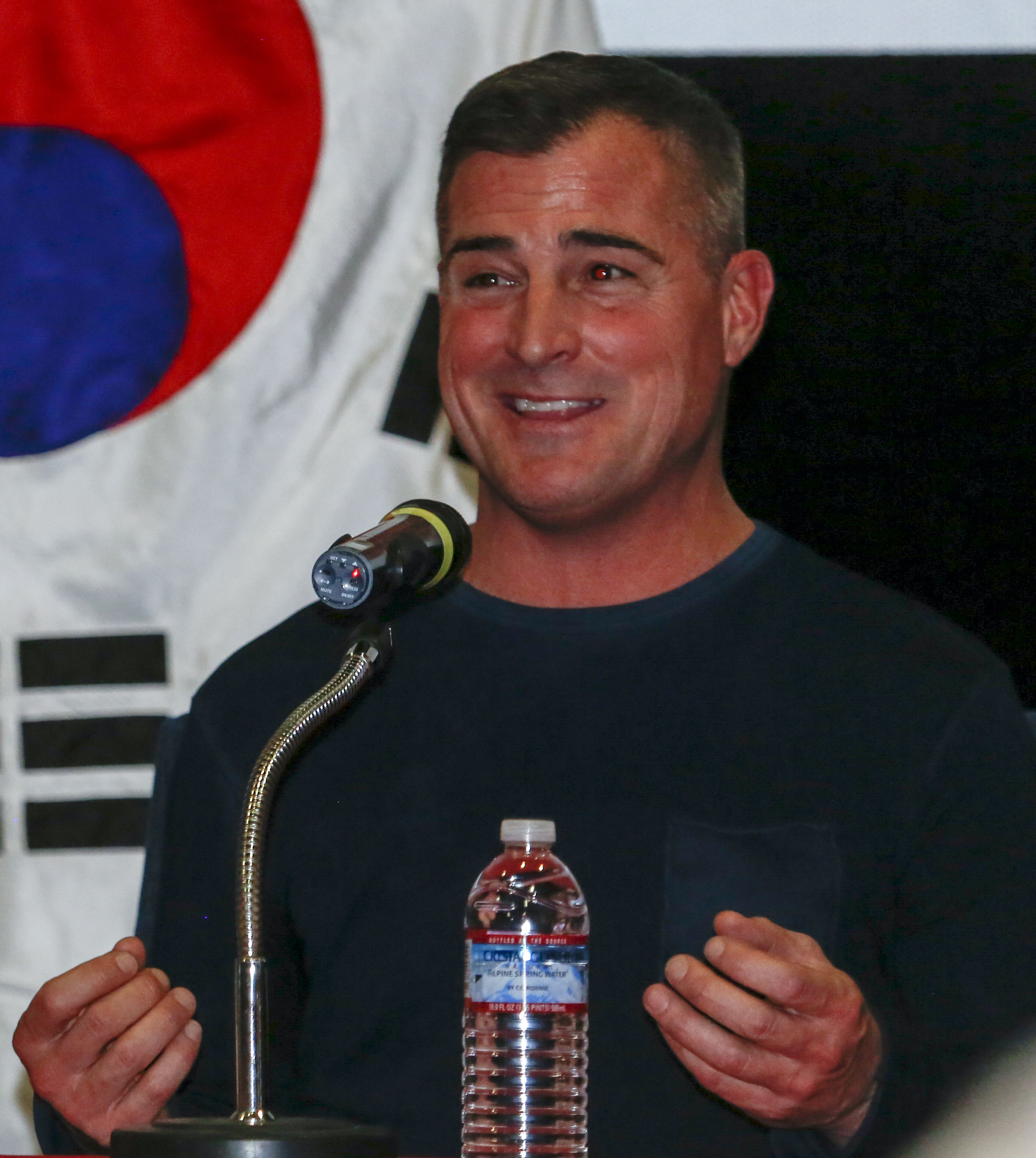
George Eads interpreta Nick Stokes
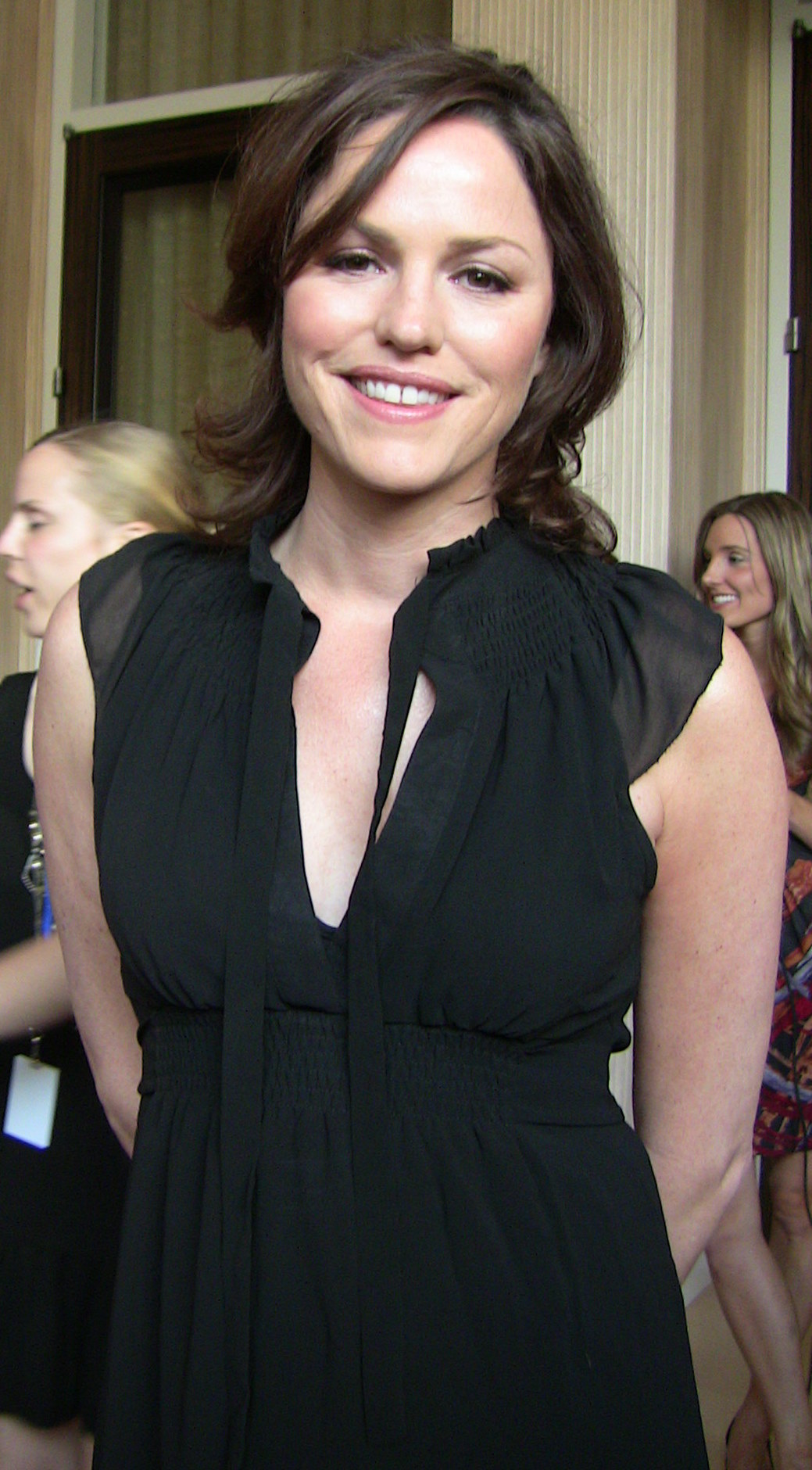
Jorja Fox interpreta Sara Sidle
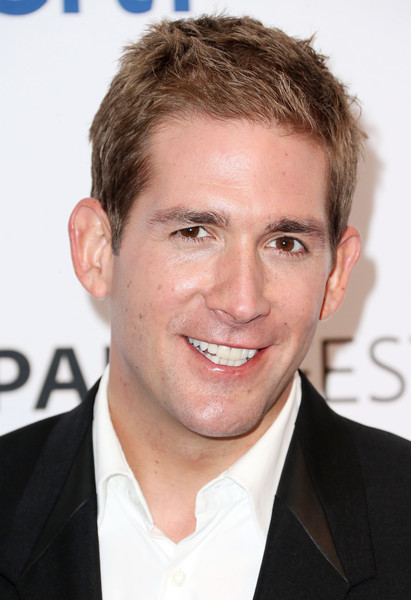
Eric Szmanda interpreta Greg Sanders
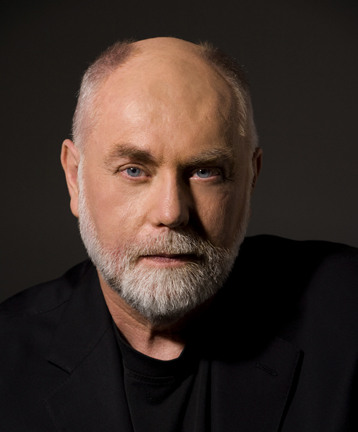
Robert David Hall interpreta Albert Robbins
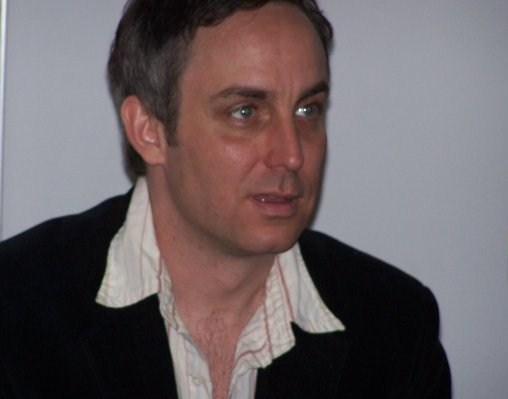
Wallace Langham interpreta David Hodges
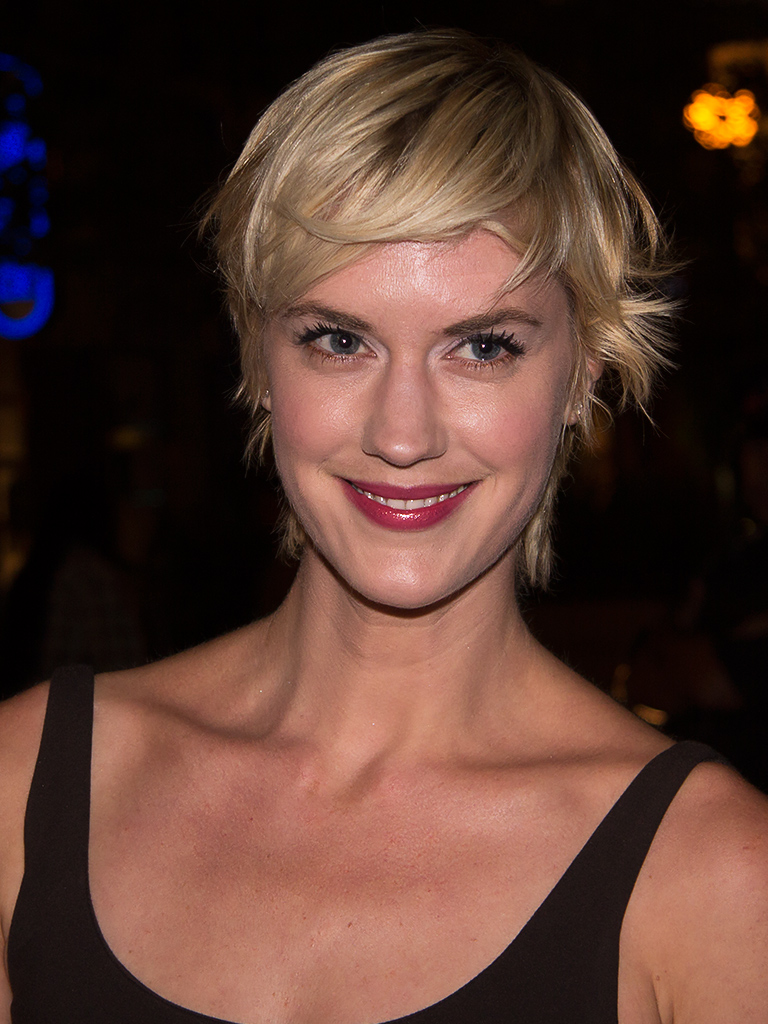
Lauren Lee Smith interpreta Riley Adams
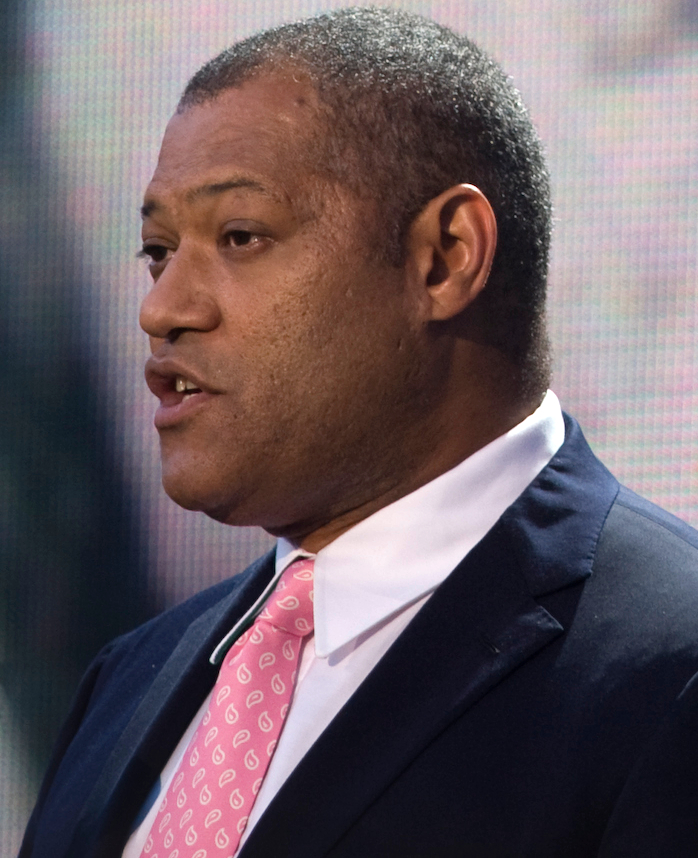
Laurence Fishburne interpreta Raymond Langston
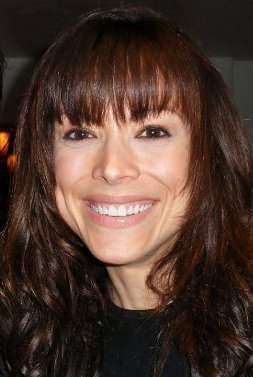
Liz Vassey interpreta Wendy Simms
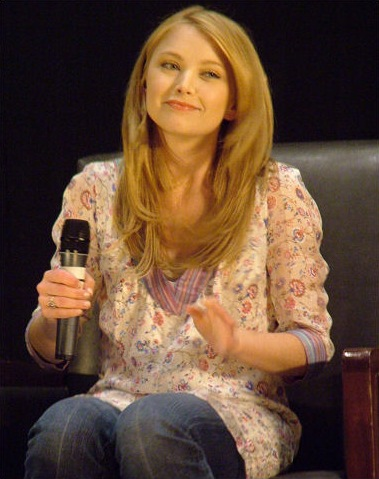
Elisabeth Harnois interpreta Morgan Brody
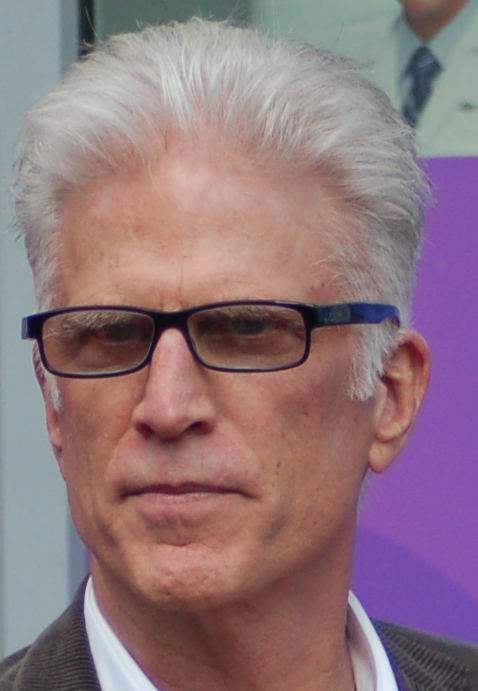
Ted Danson interpreta D. B. Russell
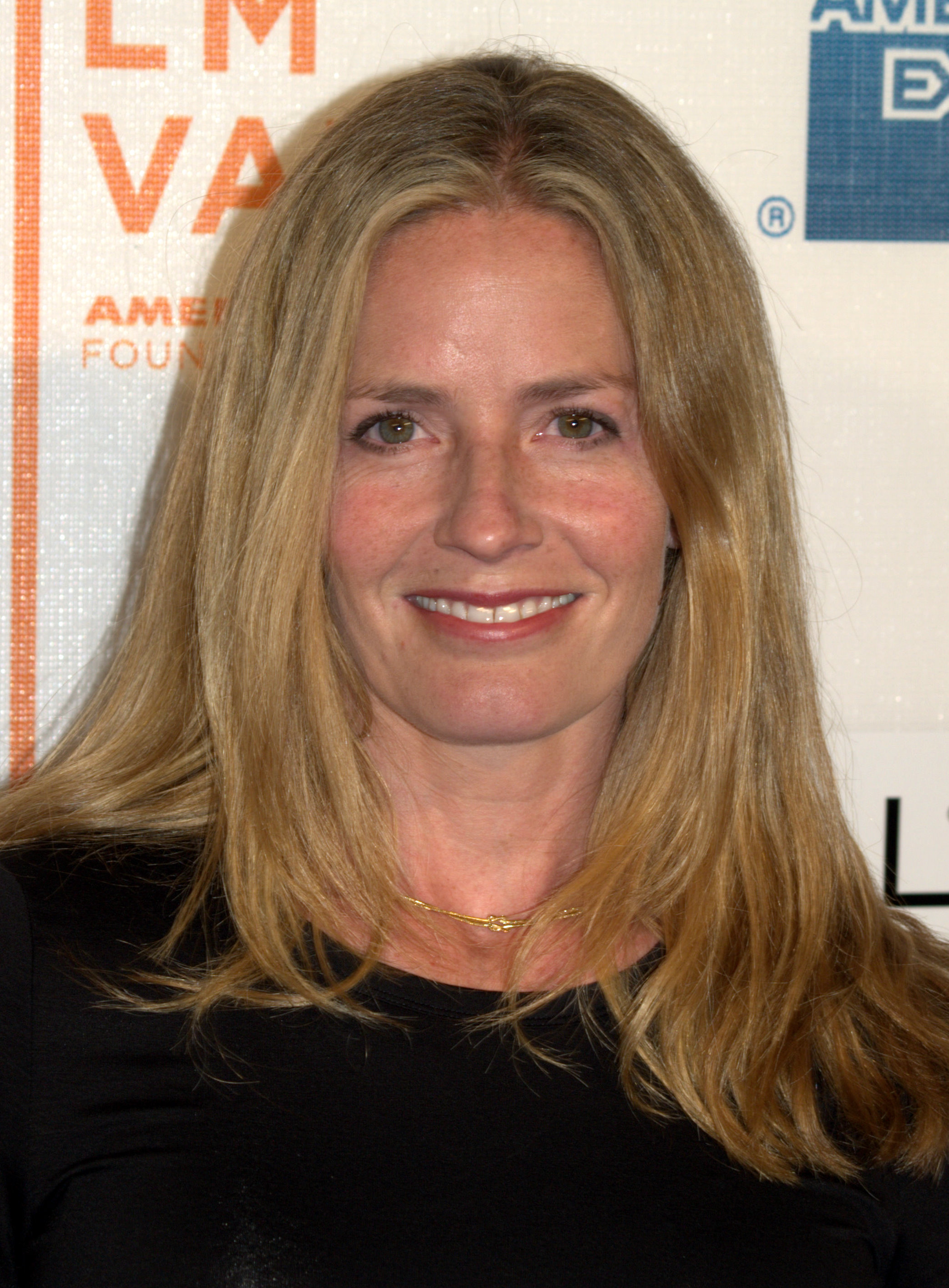
Elizabeth Shue interpreta Julie Finlay

## Accoglienza
La serie ha suscitato diverse polemiche, poiché alcuni sostengono che mostrando le indagini in modo così scientifico i criminali comincino anche a capire i metodi della polizia e a prestare attenzione a dettagli che prima trascuravano – da allora identificato come l'effetto CSI.

## Crossover

Romanzo a fumetti tratto dalla serie televisiva.

- Nell'episodio Doppia giurisdizione della seconda stagione di CSI - Scena del crimine sono stati introdotti i nuovi personaggi dello spin-off CSI: Miami. In conseguenza di un rapimento, Catherine Willows e Warrick Brown si recano a Miami per interrogare un testimone, entrando così in contatto con Horatio Caine e il resto della squadra della polizia scientifica della città.
- Durante l'ottava stagione c'è stato un crossover con la serie Senza traccia. Le vicende del 6º episodio di CSI - Scena del crimine (Il rapimento (1)), si concludono nel 6º episodio della sesta stagione di Senza traccia (Ladro di bambini (2)).
- L'episodio Due morti e mezza dell'ottava stagione è un episodio crossover con la sitcom Due uomini e mezzo. In un cameo non accreditato appaiono infatti i tre protagonisti della serie: Charlie Sheen, Jon Cryer e Angus T. Jones. Precedentemente George Eads era apparso, come guest star, nel 17º episodio della quinta stagione di Due uomini e mezzo (Matrimonio sfortunato)[16].
- Durante la decima stagione è stato realizzato un crossover tra tutte le tre serie CSI con protagonista Ray Langston. La storia inizia nel 7º episodio dell'ottava stagione di CSI: Miami (Bone Voyage), continua nel 7º episodio della sesta stagione di CSI: NY (Corsa contro il tempo) e termina a Las Vegas nel 7º episodio della decima stagione[17] (Traffico di donne (3ª parte)).
- Durante la tredicesima stagione, nel 13º episodio (In vino veritas), si innesca un ulteriore crossover con CSI: NY: l'episodio è la prima parte della storia, che si conclude nel 15º episodio della nona stagione di CSI: NY[18] (Seth e Apep) .
- Nel 21º episodio della quattordicesima stagione di CSI - Scena del crimine (Cyber crimini), viene introdotta la protagonista del nuovo spin-off CSI: Cyber, l'agente Avery Ryan, interpretata da Patricia Arquette; l'agente si reca a Las Vegas per indagare su un hacker insieme alla squadra di D. B. Russell.
- Nel 6º episodio della quindicesima stagione (Il paradosso dei gemelli) si innesca un altro crossover con CSI: Cyber. Anche in questo episodio compare Patricia Arquette nel ruolo dell'agente Ryan, impegnata con Russell contro il killer di Gig Harbor.

## Riconoscimenti

### Vinti
ASCAP Award
- 2006: Top TV Series
- 2009: Top Television Series
- 2013: Top Television Series

BMI Film & TV Award
- 2001: BMI TV Music Award
- 2002: BMI TV Music Award
- 2003: BMI TV Music Award
- 2004: BMI TV Music Award
- 2005: BMI TV Music Award
- 2008: BMI TV Music Award
- 2009: BMI TV Music Award
- 2013: BMI TV Music Award

Emmy
- 2002: Outstanding Makeup for a Series (Non-Prosthetic)
- 2003: Outstanding Sound Editing for a Series
- 2006: Outstanding Cinematography for a Single-Camera Series
- 2007: Outstanding Sound Mixing for a Comedy or Drama Series
- 2010: Outstanding Cinematography for a One Hour Series[19]
- 2010: Outstanding Special Visual Effects for a Series[20]

Environmental Media Award
- 2011: Television Episodic Drama

Golden Reel Award
- 2002: Best Sound Editing in Television – Effects & Foley, Episodic
- 2004: Best Sound Editing in Television Episodic – Sound Effects & Foley

NAACP Image Award
- 2003: Outstanding Supporting Actor in a Drama Series
- 2006: Outstanding Supporting Actor in a Drama Series: Gary Dourdan

People's Choice Awards
- 2003: Favorite Television Dramatic Series
- 2004: Favorite Television Dramatic Series
- 2005: Favorite Television Drama
- 2006: Favorite Television Drama

Saturn Award
- 2004: Best Network Television Series
- 2005: Best Network Television Series

TP de Oro
- 2003: Best Foreign Series (Mejor Serie Extranjera)
- 2004: Best Foreign Series (Mejor Serie Extranjera)

### Candidature
Emmy
- 2001: Outstanding Art Direction for a Single Camera Series
- 2001: Outstanding Lead Actress in a Drama Series: Marg Helgenberger
- 2001: Outstanding Single Camera Picture Editing for a Series
- 2001: Outstanding Sound Editing for a Series
- 2002: Outstanding Cinematography for a Single Camera Series
- 2002: Outstanding Drama Series
- 2002: Outstanding Makeup for a Series (Prosthetic)
- 2002: Outstanding Single Camera Sound Mixing for a Series
- 2002: Outstanding Sound Editing for a Series
- 2003: Outstanding Drama Series
- 2003: Outstanding Lead Actress in a Drama Series: Marg Helgenberger
- 2003: Outstanding Makeup for a Series (Non-Prosthetic)
- 2003: Outstanding Makeup for a Series (Prosthetic)
- 2003: Outstanding Single-Camera Sound Mixing For A Series
- 2004: Outstanding Cinematography for a Single-Camera Series
- 2004: Outstanding Drama Series
- 2004: Outstanding Makeup for a Series (Non-Prosthetic)
- 2004: Outstanding Single-Camera Sound Mixing for a Series
- 2005: Outstanding Directing for a Drama Series: Quentin Tarantino
- 2005: Outstanding Makeup for a Series (Non-Prosthetic)
- 2005: Outstanding Single-Camera Sound Mixing for a Series
- 2005: Outstanding Sound Editing for a Series
- 2006: Outstanding Single-Camera Sound Mixing for a Series
- 2006: Outstanding Sound Editing for a Series
- 2007: Outstanding Cinematography for a Single-Camera Series
- 2007: Outstanding Makeup for a Series (Non-Prosthetic)
- 2007: Outstanding Music Composition for a Series (Original Dramatic Score)
- 2007: Outstanding Prosthetic Makeup for a Series, Miniseries, Movie or a Special
- 2008: Outstanding Makeup for a Single-Camera Series (Non-Prosthetic)
- 2008: Outstanding Sound Editing for a Series
- 2009: Outstanding Cinematography for a One Hour Series
- 2009: Outstanding Prosthetic Makeup for a Series, Miniseries, Movie or a Special
- 2009: Outstanding Sound Editing for a Series

Golden Globe
- 2001: Best TV-Series – Drama
- 2002: Best Performance by an Actress in a Television Series – Drama: Marg Helgenberger
- 2002: Best Television Series – Drama
- 2003: Best Performance by an Actress in a Television Series – Drama: Marg Helgenberger
- 2004: Best Performance by an Actor in a Television Series – Drama: William Petersen
- 2004: Best Television Series – Drama

People's Choice Award
- 2012: Favorite TV Crime Drama
- 2013: Favorite TV Crime Drama

Young Artist Awards
- 2015: Miglior performance in una serie televisiva - Giovane attore guest star di anni 11-14 a Justin Ellings[21]

## Edizioni home video
In Italia sono disponibili in cofanetti DVD tutte le stagioni della serie, ad eccezione dell'undicesima stagione.
| DVD Name                                             | Date             | Date             | Date             |
| DVD Name                                             | 1ª parte         | 2ª parte         | Stagione intera  |
| ---------------------------------------------------- | ---------------- | ---------------- | ---------------- |
| CSI - Scena del crimine Stagione 1                   | 1º luglio 2002   | 7 ottobre 2002   | 8 dicembre 2003  |
| CSI - Scena del crimine Stagione 2                   | 28 luglio 2003   | 6 ottobre 2003   | 15 marzo 2004    |
| Lo scrigno di Lady Heather                           | 2003             | 2003             | 2003             |
| CSI - Scena del crimine Stagione 3                   | 5 aprile 2004    | 5 luglio 2004    | 26 luglio 2004   |
| CSI - Scena del crimine Stagioni 1-3                 | 23 agosto 2004   | 23 agosto 2004   | 23 agosto 2004   |
| CSI - Scena del crimine Stagione 4                   | 9 maggio 2005    | 11 luglio 2005   | 21 novembre 2005 |
| CSI - Scena del crimine Stagioni 1-4                 | 12 dicembre 2005 | 12 dicembre 2005 | 12 dicembre 2005 |
| CSI - Scena del crimine Stagione 5                   | 24 aprile 2006   | 14 giugno 2006   | 26 giugno 2006   |
| CSI - Scena del crimine Stagioni 1-5                 | 2 ottobre 2006   | 2 ottobre 2006   | 2 ottobre 2006   |
| Sepolto vivo (episodio diretto da Quentin Tarantino) | 10 ottobre 2005  | 10 ottobre 2005  | 10 ottobre 2005  |
| CSI - Scena del crimine Stagione 6                   | 26 febbraio 2007 | 4 luglio 2007    | 4 giugno 2007    |
| CSI - Scena del crimine Stagione 7                   | 3 settembre 2007 | 25 febbraio 2008 | 25 febbraio 2008 |

## Videogiochi
- CSI: Crime Scene Investigation (2003) (PC, Mac, Xbox)
- CSI: Dark Motives (2004) (PC, Nintendo DS)
- CSI: 3 Dimensions of Murder (2006) (PC, PlayStation 2)
- CSI: Hard Evidence (2007) (PC, Xbox 360, Wii, Mac)
- CSI: Deadly Intent (2009) (PC, Xbox 360, Wii, Nintendo DS)
- CSI: Fatal Conspiracy (2010) (PC, Xbox 360, Wii, PlayStation 3)
- CSI: Unsolved (2010) (Nintendo DS, Nintendo DSi)
- CSI: Crime City (2010) (Facebook)
- CSI: Hidden Crimes (2014) (iOS, Android, Windows Phone)